# Белади, Ласло
Ла́сло Бе́лади (венг. Bélády László; род. 29 апреля 1928, Будапешт) — венгерский и американский учёный в области информатики и вычислительной техники, известный благодаря разработке минимума Белади, теоретического алгоритма кэширования памяти, который он создал в 1966 году, работая в IBM Research. Также он продемонстрировал существование аномалии Белади. В 1980-х он стал главным редактором IEEE Transactions в секции Software Engineering (Разработка ПО).
В 1956 году покинул Венгрию и с 1961 года жил в США (главным образом в Нью-Йорке, Калифорнии и Остине). В последние годы работы в IBM был ответственен за подразделения по разработке ПО по всему миру, пока не переехал в Токио, чтобы создать новую лабораторию по разработке ПО. Белади ушел из IBM спустя два года. В 1984 году он устроился в Microelectronics and Computer Technology Corporation, расположенную в Остине, и основал собственную Программу технологий ПО (Software Technology Program). Основной целью его программы было создание продвинутой технологии для упрощения распределенного проектирования больших программных комплексов. С 1990 по 1998 он занимал должность президента и генерального директора Mitsubishi Electric Research Laboratories, Inc. (MERL). Кроме того, он являлся консультантом множества университетов, в том числе был членом группы консультантов по информационным технологиям при Колорадском университете в Боулдере. В настоящее время он на пенсии и проводит большую часть своего времени в Будапеште и Остине.
Белади изучал аэронавигационную инженерию в Будапеште, Венгрия. Уехал из Венгрии после Венгерского восстания 1956 года. Сначала жил в Германии, затем в Париже, а в 1961 году эмигрировал в США. В 60-х и 70-х он первоначально жил в Нью-Йорке, работая в Калифорнии и Англии.